# کلمنتی
کلمنتی (به انگلیسی: Clementi) یک ناحیهٔ شهری در کشور سنگاپور است که در سرشماری سال ۲۰۱۰ میلادی، ۹۱٬۸۷۴ نفر جمعیت داشته‌است.